# Filtre (électronique)
Pour les articles homonymes, voir Filtre et Filtre (audio).

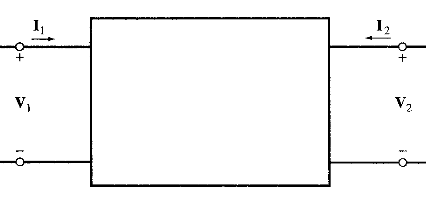
Un filtre est un quadripôle.

En électronique, un filtre est un circuit linéaire qui transmet une grandeur électrique (courant ou tension) selon sa répartition en fréquences. Le filtre transforme l'histoire de cette grandeur d'entrée (c'est-à-dire ses valeurs successives depuis un certain temps) en une grandeur de sortie.
Pour raisonner sur les filtres électroniques, on les considère comme des quadripôles dont les grandeurs électriques d'entrée et de sortie seraient un signal, même quand celles-ci ne servent pas à transmettre de l'information (comme dans le cas des filtres d'alimentation). Cette approche exploite l'important effort mathématique fourni dans le domaine du traitement du signal.
Les filtres électroniques analogiques utilisent, éventuellement en combinaison avec des composants actifs (amplificateurs), des résistances, qui sont des composants indifférents aux variations dans le temps, avec d'autres dipôles qui emmagasinent l'énergie pour la restituer ultérieurement, appelés réactances :
sous forme électrostatique
pour les condensateurs dont la capacité s'oppose aux variations de la tension à leurs bornes, en absorbant ou restituant un courant ;
sous forme électromagnétique
pour les bobines dont l'inductance s'oppose aux variations du courant qui les traverse en élevant ou abaissant la tension.
Certaines constructions utilisent des composants qui introduisent un délai ou retard dans la transmission du signal.
Le classement des composants entre résistances et réactances reflète leur caractéristique principale, mais celle-ci n'est jamais pure : tout élément électrique ou électronique a une résistance et un effet d'auto-induction dans tous ses conducteurs, et des effets capacitifs dans ses parties isolantes. D'autre part le courant se propage avec une vitesse limitée engendrant un retard intrinsèque. Par conséquent, tous les circuits se comportent au moins marginalement comme des filtres.
En haute fréquence, ces effets sont particulièrement marqués et on doit les prendre en considération. Toutefois, sans autre précision, on réserve le terme filtre pour les cas où l'on transforme volontairement les grandeurs de sortie en fonction de l'état passé des grandeurs d'entrée. En général, un filtre est un filtre linéaire ou lui est assimilé.

## Terminologie
Du point de vue rhétorique, le terme filtre appliqué à l'électronique est une métonymie. On désigne un concept nouveau par une analogie. Au début du XXe siècle, les compagnies de télégraphe et de téléphone cherchaient à faire passer plusieurs communications sur le même câble. À l'arrivée, il fallait séparer les canaux. L'analogie entre le courant électrique et l'hydraulique était bien établie ; les ingénieurs décrivirent le dispositif comme un filtre d'ondes électriques (attesté en 1915). Un filtre électronique est censé séparer une partie utile d'une partie indésirable, comme un filtre à air sépare le gaz de la poussière. Dans un filtre d'alimentation, il faut rejeter les ondulations résiduelles issues du redresseur et ne garder que le courant continu. Pourtant, la similitude est imparfaite. Alors que  les filtres de fluides conservent la partie solide, un filtre électronique restitue ultérieurement toute l'énergie électrique qu'il a absorbée. Pour aborder le domaine de l'étude et du calcul des filtres, il est préférable de mettre de côté la valeur évocative du terme filtre.
Les explorations mathématiques de ces circuits ont abouti à des résultats généraux, et le terme filtre a pris le sens général de circuit associant des résistances et des réactances pour transformer le signal. La catégorie filtre a incorporé les contrôles de graves et d’aigus, ainsi que les circuits d'accentuation, qui peuvent amplifier et non seulement supprimer, et modifier le signal de façon plus subtile. Malgré cela, il existe encore des usages très proches du sens d'origine ; quand on parle d'un filtre parfait, par exemple dans le contexte des conversions entre signaux analogiques et digitaux, on parle bien d'un dispositif capable de passer complètement et sans déformation la partie utile et de rejeter entièrement et absolument la partie indésirable du signal.
Les études sur les filtres définis comme des circuits associant des résistances et des réactances pour transformer le signal ont limité le domaine de validité de leurs constructions à la plage de fonctionnement où ceux-ci sont, exactement ou approximativement, linéaires. Les circuits qui associent des éléments non linéaires à des résistances et des réactances, comme les diodes dans les circuits de détection de la radio et de la télévision, ou les détecteurs de niveau des compresseurs de dynamique audio, sont rarement appelés filtres.
Le sens de l'expression filtre électronique s'est ainsi précisé pour désigner plus particulièrement un dispositif linéaire de traitement du signal.

## Étude et calcul des filtres
Pour l'étude des filtres, on transpose l'organisation du réseau de composants en une fonction de transfert qui exprime les rapports dynamiques entre la grandeur d'entrée et la grandeur de sortie d'un quadripôle.
On peut définir et étudier un filtre par sa réponse impulsionnelle ou par sa réponse en fréquence ; ces deux approches sont équivalentes.
- Considéré du point de vue de la réponse en fréquence, un filtre amplifie ou atténue différemment certaines parties d'un signal. Par exemple, dans un récepteur de radio, on peut trouver des réglages de tonalité pour augmenter ou réduire les sons graves (basses fréquences) ou les sons aigus (hautes fréquences) du signal audio. Ces commandes correspondent à des filtres.
- Considéré du point de vue de sa réponse impulsionnelle, un filtre étale une impulsion brève sur un plus grand intervalle de temps en réduisant leur amplitude, on parle alors de filtre intégrateur, ou bien augmente la dimension des variations sans affecter le niveau du signal stable, on parle alors de filtre différenciateur. Dans cette approche, on étudie aussi le retard du signal de sortie par rapport au signal d'entrée.

Les instruments mathématiques correspondant à ces études sont, pour le domaine temporel et la réponse impulsionnelle, la transformée de Laplace (Transformée en Z en traitement numérique du signal), et pour le domaine fréquentiel, la transformée de Fourier. On passe de l'une à l'autre par convolution.

### Classes de filtres
Les mathématiciens ont proposé des formules pour les filtres:
- Filtre de Bessel ou filtre de Thompson, offre un délai constant en bande passante.
- Filtre de Butterworth -- gain aussi constant que possible dans la bande passante
- Filtre de Tchebychev -- meilleure sélectivité que le filtre de Butterworth, mais ondulation soit dans la bande passante, soit dans la bande rejetée, soit dans les deux (Filtre elliptique).
- Filtre de Legendre conçu pour une atténuation strictement monotone (pas d'ondulation) et une raideur maximale au voisinage de la fréquence de coupure.

Des méthodes évitent ou simplifient les calculs pour approcher le fonctionnement des filtres : diagramme de Bode pour évaluer la réponse en fréquence, diagramme de Nyquist pour vérifier la stabilité.

### Ordre des filtres
On peut décrire les filtres du point de vue de l'ordre de l'équation de leur fonction de transfert, qui est aussi, en électronique analogique, le nombre d'éléments réactifs indépendants qui les composent. Plus l'ordre est élevé, plus la pente de la transition entre les régions d'atténuation et d'amplification est forte.
Un filtre du premier ordre, composé d'une seule cellule réactance-résistance, a une pente maximale de 6 dB/octave.

### Facteur de qualité Q
Le facteur de qualité d'un filtre décrit sa capacité à sélectionner une fréquence ou un ensemble de fréquences. Pour un filtre passe-bande qui sélectionne une plage de fréquences autour d'une fréquence centrale, le facteur de qualité est lié à la largeur de cette plage de fréquences, appelée bande passante, délimitée par deux fréquences haute et basse, dites fréquences de coupure. Celles-ci sont généralement définies comme les fréquences pour lesquelles la puissance du signal est divisée par deux (-3 dB) par rapport à celle du la fréquence centrale.
Pour un filtre passe-bande de fréquence centrale {\displaystyle f_{c}} et ses fréquences de coupure {\displaystyle f_{0}} et {\displaystyle f_{1}}, le facteur de qualité {\displaystyle Q} est le rapport de la largeur de la bande passante à la fréquence centrale :
Du point de vue de la réponse impulsionnelle, le facteur de qualité Q exprime l'amortissement de la réponse. Plus Q est élevé, plus la sortie aura d'oscillations après l'impulsion sur l'entrée.

### Ondulations résiduelles
Ce sont les défauts de la réponse en fréquence par rapport à un filtre idéal de facteur de qualité infini.

### Stabilité
Un filtre qui comporte un apport de puissance par un élément amplificateur électronique amplificateur peut devenir instable, c'est-à-dire se transformer en oscillateur, ce qui le rend incapable de transmettre le signal. L'étude de la stabilité d'un filtre est une part cruciale de la conception des filtres.

## Types de filtres

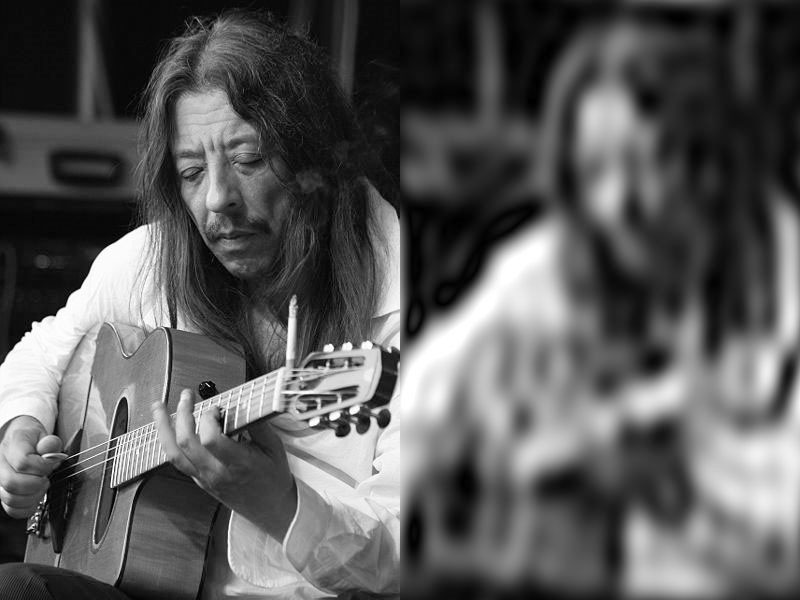
Résultat de l'application d'un filtre passe-bas sur une image
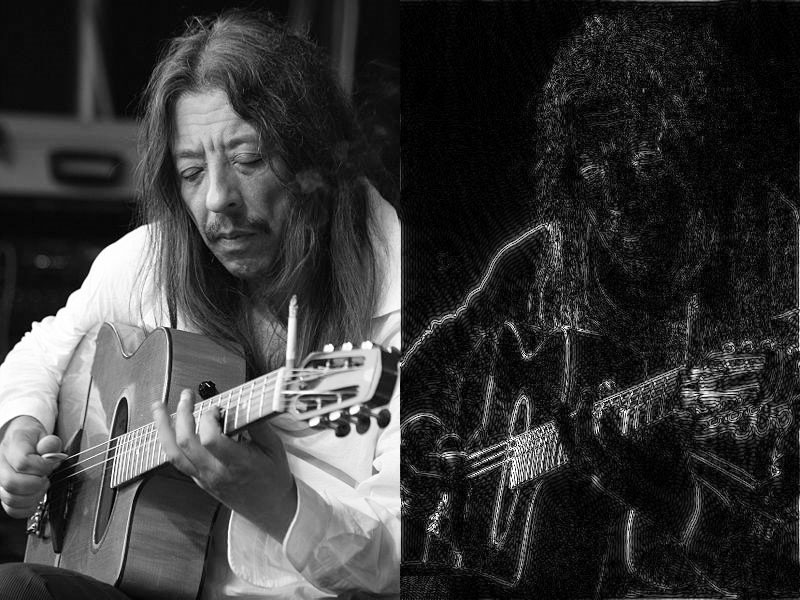
Résultat de l'application d'un filtre passe-haut sur une image
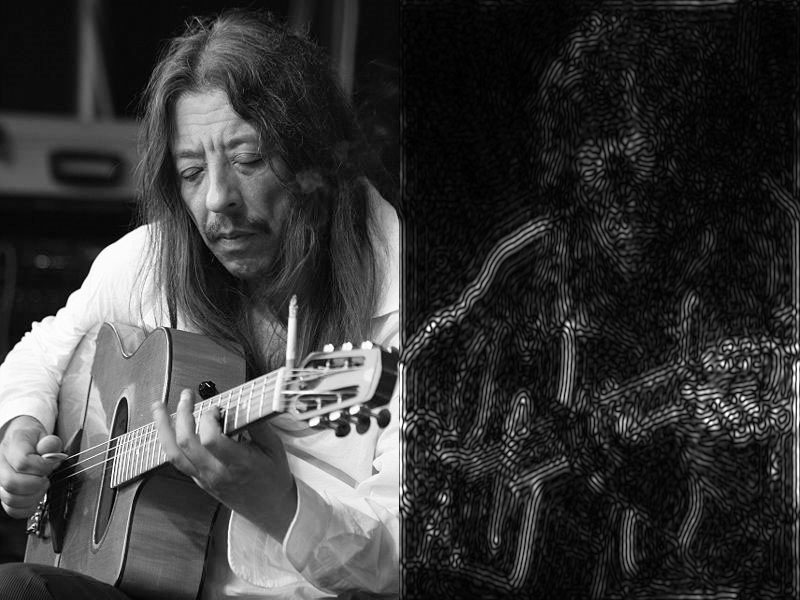
Résultat de l'application d'un filtre passe-bande sur une image

On peut classer les filtres à partir de l'effet que l'on attend qu'ils produisent.

### Filtres passe-bas (intégrateurs)
Un filtre passe-bas amplifie plus les fréquences au-dessous d'une fréquence déterminée, appelée fréquence de coupure, ou atténue les autres (hautes fréquences). On pourrait aussi bien l'appeler coupe-haut. On distingue ceux qui ont une réponse en plateau, qui ont un gain pour les basses fréquences et un autre gain, moindre, pour les hautes fréquences, avec une zone de transition entre deux fréquences de transition, et ceux qui ont une réponse infinie, pour lesquelles la réponse présente un gain du courant continu à la fréquence de coupure et décroît continument pour les fréquences supérieures.
Du point de vue de la réponse impulsionnelle, les filtres passe-bas intègrent les variations du signal; la sortie représente une sorte de moyenne de l'histoire du signal.
Les filtres passe-bas servent à éliminer les parties du signal hors de la bande passante utile, qui pourraient générer des distorsions (intermodulation, repliement de spectre) par la suite. Pour le signal audio, le passe-bas atténue les aigües et amplifie les basses. Une alimentation en courant continu est un filtre passe-bas qui élimine les restes d'ondulation du redresseur.

### Filtres passe-haut (dérivateurs ou différenciateurs)
Un filtre passe-haut amplifie les hautes fréquences, supérieures à une fréquence déterminée, appelée fréquence de coupure, et atténue les basses fréquences, inférieures à la fréquence de coupure. On pourrait aussi bien l'appeler coupe-bas. On distingue les filtres qui ont une réponse en plateau, qui ont un gain pour les basses fréquences et un autre gain, supérieur, pour les hautes fréquences, avec une zone de transition entre deux fréquences de transition, et ceux qui ont une réponse impulsionnelle infinie, pour lesquelles la réponse au courant continu, limite basse des fréquences est nulle (-∞ dB), et un gain pour les hautes fréquences, jusqu'aux limites du système.
Du point de vue de la réponse impulsionnelle, le filtre passe-haut amplifie les variations du signal. On peut les utiliser pour détecter un échelon de signal dans un circuit de déclenchement, ou le front montant d'un signal d'horloge.
Dans le traitement de l'image, le différenciateur accentue le contour. Le filtre passe-haut élimine la composante continue (fréquence nulle) du signal.
Pour un signal audio, le filtres passe-haut est un atténuateur de graves.

### Filtres passe-bande et coupe-bande
Un filtre passe-bande présente un gain supérieur pour une certaine bande de fréquences. Un filtre coupe-bande, aussi appelé filtre trappe, cloche ou coupe-bande, est le complémentaire du passe-bande. Il atténue une plage de fréquences.
Du point de vue de la réponse impulsionnelle, les filtres passe-bande reflètent le degré de ressemblance du signal d'entrée à une impulsion type. Ils permettent de détecter un signal dans un milieu comprenant du bruit.
Les filtres passe-bande et coupe-bande sont nécessairement du second ordre ou d'un ordre supérieur.
Les filtres passe-bande sont fondamentaux pour la réception radio. Passe-bande et coupe-bande forment l'essentiel des égaliseurs audio.

### Filtres déphaseurs
Un filtre passe-tout, également appelé filtre déphaseur ou cellule correctrice de phase, a un gain identique sur toute la plage de fréquence utilisée, mais la phase relative des fréquences qui composent le signal varie selon la fréquence.

### Filtre en peigne
Un filtre en peigne applique un gain ou une atténuation pour une fréquence et tous ses multiples. Il s'obtient en mélangeant au signal d'entrée une copie retardée d'un temps τ de ce signal, multipliée par un coefficient c. La fréquence 1/2τ et tous ses multiples seront ajoutés en opposition de phase et seront atténués, tandis que la fréquence 1/τ et tous ses multiples seront ajoutés en phase et seront amplifiés.
Du point de vue de la réponse impulsionnelle, le filtre transforme l'impulsion en une série d'impulsions.

## Électronique analogique

### Filtre passif

#### Généralités

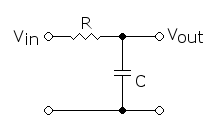
Filtre passif "passe-bas"

Un filtre passif se caractérise par l'usage exclusif de composants passifs (résistances, condensateurs, bobines couplées ou non). Par conséquent, leur gain (rapport de puissance entre la sortie et l'entrée) ne peut excéder 1. Autrement dit, ils atténuent le signal, différemment selon la fréquence.
Les filtres les plus simples sont basés sur des circuits RC, RL définissant une constante de temps et une fonction de transfert du premier ordre. Les circuits LC ou RLC permettent des filtres du second ordre, passe-bande ou coupe-bande et des résonnateurs (circuits accordés). Des configurations plus complexes peuvent être nécessaires. Des logiciels de conception assistée par ordinateur permettent de les déterminer à partir de la réponse en fréquence et en phase ou de la réponse impulsionelle.
Les filtres passifs peuvent traiter des courants importants. Ils sont rarement sujets à des phénomènes de saturation, sauf s'ils comportent des bobines avec noyau.

#### Enceintes acoustiques
Dans la plupart des circuits en basse fréquence, les filtres utilisant des bobines sont devenus rares. On utilise des filtres actifs, qui, quel que soit leur ordre, peuvent n'utiliser que des résistances et des condensateurs. Les bobines restent dominantes pour les réseaux répartiteurs (crossover) des enceintes acoustiques passives, où ils distribuent la puissance selon la répartition en fréquence entre les haut-parleurs d'aigües et ceux de graves.
Ces filtres reçoivent la puissance modulée sur deux pôles d'entrée, tandis qu'ils ont quatre ou six pôles de sortie, selon le nombre de haut-parleurs qu'ils servent. Tous les composants interagissent, y compris les haut-parleurs (et leur charge acoustique). Le calcul des filtres d'enceintes acoustiques est une véritable spécialité. On peut réduire la complexité en séparant la chaîne dès l'amplificateur. Avec un amplificateur par haut-parleur, et non plus un amplificateur par enceinte, le filtre répartiteur (crossover) traite un signal sans puissance significative, avant l'amplification, et les voies n'interagissent plus électriquement; il ne reste que les problèmes acoustiques.

#### Passe-bas
On utilise des filtres passifs, RC et souvent LC, en entrée de circuits basse fréquence, afin d'éliminer les hautes fréquences avant d'envoyer le signal sur des circuits amplificateurs, dans lesquels elles pourraient générer des perturbations dans la gamme de fréquence utile, par détection ou intermodulation. Ces filtres sont généralement constitués d'une bobine d'arrêt en série (deux si la ligne est symétrique) et d'une capacité de faible valeur en parallèle.

#### Haute fréquence
En haute fréquence, les filtres passifs, notamment résonateurs, sont souvent utilisés. À partir de quelques centaines de MHz la notion de filtre se dissout, car tous les composants, y compris les fils ou circuits imprimés, ont des inductances et des capacités non négligeables à ces fréquences ; toutes les parties du circuit sont en quelque sorte des parties d'un filtre.
Pour être complet, il convient de mentionner les filtres à quartz, les filtres à onde de surface (Surface Acoustic Waves filters ou SAW), les filtres céramique et les filtres mécaniques, qui font aussi partie des filtres passifs.

#### Filtre piézoélectrique
Les qualités piézoélectriques de certains matériaux, comme le quartz, peuvent être utilisées dans la conception de filtres. Les filtres à quartz possèdent un facteur de qualité élevé et une très bonne stabilité en température.

#### Filtre SAW
Un filtre SAW (de l'anglais Surface Acoustic Wave, « onde acoustique de surface ») est un système électromécanique utilisé généralement dans des applications utilisant les ondes radio. Les signaux électriques sont convertis en onde mécanique par un cristal piézoélectrique. Cette onde est retardée lors de sa propagation dans le cristal, puis reconvertie en signal électrique. Les sorties retardées sont recombinées pour constituer un filtre à réponse impulsionnelle finie.

### Filtre actif

#### Généralités

Filtre actif "passe-bas"

Les filtres actifs utilisent au moins un composant actif (tube électronique, transistor, amplificateur opérationnel, ou autre circuit intégré analogique). Il s'agit essentiellement d'un circuit amplificateur dont la réponse en fréquence est réglée par les éléments déphaseurs aussi bien dans le circuit direct que dans la contre-réaction. En conséquence, ils peuvent avoir un gain total supérieur à 1. Ils peuvent aussi bien amplifier certaines fréquences que les atténuer.
Ces circuits permettent de se passer de bobines, des composants chers, difficilement miniaturisables et imparfaits (angles de pertes, résonances propres, sensibilité aux parasites).
Les filtres actifs  conviennent bien aux signaux de faible amplitude et de faible puissance. Ils sont donc largement utilisés dans les amplificateurs audio et instruments électroniques de toutes sortes.
En contrepartie, contrairement aux filtres passifs, ils nécessitent une alimentation électrique.
Lorsque la tension de crête du signal atteint la tension de l'alimentation, ou bien lorsque la variation de tension de sortie dépasse les possibilités du circuit, le filtre actif produit rapidement une importante distorsion. L'élément amplificateur du filtre actif apporte inévitablement un peu de bruit et de distorsion harmonique. Il faut remarquer, toutefois, que les filtres passifs atténuent le signal, et qu'ils doivent en général être suivi d'un élément amplificateur pour compenser cette perte. Cet amplificateur a les mêmes inconvénients.
La conception des filtres actifs demande des précautions pour assurer leur stabilité.

#### Filtre à capacités commutées
Les circuits à capacités commutées peuvent être utilisées pour la réalisation de filtres analogiques. Ils permettent une meilleure intégration, et un réglage aisé des fréquences de coupure.

## Filtres en traitement numérique du signal
Le traitement numérique des signaux permet de construire une grande variété de filtres numériques. Le filtrage est effectué par un algorithme exécuté soit par un microprocesseur soit par un circuit spécialisé (Processeur de signal numérique, DSP).
Le principe du traitement est la convolution. Chaque échantillon en sortie est la somme du produit d'échantillons d'entrée de moments différents conservés dans une mémoire tampon par les coefficients conservés dans une autre mémoire tampon.
Des filtres numériques existent dès la phase de  conversion analogique-numérique (CAN) dès lors que celle-ci utilise la technique du  suréchantillonnage  et réciproquement jusqu'à la  conversion numérique-analogique, pour les mêmes raisons. De même les filtres antirepliement sont indispensables pour toutes les conversions de fréquence d'échantillonnage.
Le calcul des coefficients se fait avec les mêmes principes mathématiques que pour tous les filtres. Cependant, ils aboutissent à des séries qui théoriquement devraient être infinies, et se poursuivraient encore très loin si l'on voulait aller jusqu'au plus petit nombre représentable par le système. On doit donc faire des compromis.

### Filtres à réponse impulsionnelle finie (RIF)
Les filtres à réponse impulsionnelle finie appliquent une convolution du signal par un tableau de coefficients. Ils doivent retarder le signal suffisamment pour disposer de tous les échantillons qui contribuent à l'échantillon de sortie courant.
Les filtres numériques à réponse impulsionnelle finie peuvent changer le niveau relatif des différentes fréquences sans en affecter la phase relative.

### Filtres à réponse impulsionnelle infinie (RII)
Les filtres à réponse impulsionnelle infinie appliquent une récursion en utilisant des échantillons du signal de sortie, éventuellement retardés, pour le calcul.
Ils représentent, le plus souvent, des interprétations numériques des formules de filtres analogiques.